# 薩爾特拉斯峰
46°34′53.5″N 9°42′29.5″E / 46.581528°N 9.708194°E
薩爾特拉斯峰（Piz Salteras），是瑞士的山峰，位於該國東南部，由格勞賓登州負責管轄，屬於阿爾布拉山脈的一部分，海拔高度3,111米，每年平均降雨量1,729毫米。